# Merla del Japó
La merla del Japó (Turdus cardis) és un ocell de la família dels túrdids (Turdidae).

## Hàbitat i distribució
habita bosc amb abundant sotabosc del Japó, a Hokkaido, Honshu i Shikoku i centre de la Xina.